# Elatostema tutuilense
Elatostema tutuilense är en nässelväxtart som beskrevs av W.A. Whistler. Elatostema tutuilense ingår i släktet Elatostema och familjen nässelväxter. Inga underarter finns listade i Catalogue of Life.